# (6114) Dalla-Degregori
(6114) Dalla-Degregori es un asteroide perteneciente al cinturón de asteroides, región del sistema solar que se encuentra entre las órbitas de Marte y Júpiter, descubierto el 28 de abril de 1984 por Walter Ferreri desde el Observatorio de La Silla, Chile.

## Designación y nombre
Designado provisionalmente como 1984 HS1. Fue nombrado Dalla-Degregori en homenaje a Lucio Dalla y Francesco De Gregori, dos de los cantantes y compositores más exitosos en la historia de la música popular italiana.

## Características orbitales
Dalla-Degregori está situado a una distancia media del Sol de 2,230 ua, pudiendo alejarse hasta 2,515 ua y acercarse hasta 1,944 ua. Su excentricidad es 0,128 y la inclinación orbital 1,553 grados. Emplea 1216,53 días en completar una órbita alrededor del Sol.

## Características físicas
La magnitud absoluta de Dalla-Degregori es 14,1. Tiene 3,951 km de diámetro y su albedo se estima en 0,284. 